# 孟述美
孟述美（1916年1月25日—1986年9月13日），廣東省崖縣人，中華民國陸軍將領。陸軍官校第10期、陸軍官校高等教育班第10期畢業，歷任第18師師長、軍長、軍團司令、憲兵司令及陸軍專科學校校長等職
。於金門縣設有以孟述美為名的述美國小。
女孟雯華，婿劉冠軍，前國家安全局上校組長，於2000年侵吞公款與機密資料後潛逃國外。